# Robert Novotný (překladatel)
Robert Novotný (* 30. června 1964) je český překladatel. Překládá především z dánštiny a angličtiny, v menší míře také z němčiny a švédštiny.
Maturoval roku 1982 na gymnáziu v Praze 8, v letech 1987–1994 studoval dánštinu, švédštinu a němčinu na Filozofické fakultě Univerzity Karlovy. Překládá především dánskou beletrii 20. století (Peter Høeg, Martin A. Hansen, Dorrit Willumsenová, Leif Panduro), literaturu faktu (monografie Petera Schepelerna o Larsi von Trierovi) a také filmy pro televizi (mj. Trierův seriál Království) i kino.